# Ранко Перовић
Ранко Перовић (7. април 1968) је бивши југословенски и црногорски ватерполиста и тренутни селектор репрезентације Црне Горе.
Као тренер которског Приморца је освојио Евролигу у сезони 2008/09. Од 2011. године је селектор репрезентација Црне Горе.